# راوية العلمي
راوية العلمي إعلامية فلسطينية تعمل في قناة العربية.

## حياتها ومسيرتها
ولدت وترعرعت في بيت حنينا في مدينة القدس. والدها رجل أعمال يحمل دكتوراه في الهندسة الكيميائية، ومؤرخ وكاتب مرموق، ووالدتها صيدلانية من أصل نابلسي، وهي الأبنة الكبرى لشابين وفتاتين، انتقلت راوية من القدس إلى عمان، ومن ثم إلى لندن لأكمال دراستها الثانوية والجامعية حيث حصلت على شهادة البكلوريوس في القانون، وحصلت على شهادة الماجستير في القانون الدولي والتجاري من جامعة باكنغهام، إنجلترا.
عادت بعدها إلى القدس ودخلت في مجال الصحافة حيث بدأت بالعمل في جريدة الأيام الفلسطينية ثم عملت في الهيئة الفلسطينية المستقلة لحقوق الإنسان في رام الله، بعدها عملت لأربع سنوات كمراسلة للقسم العربي في بي بي سي ومن ثم إنتقلت إلى دبي وعملت في إم بي سي إف إم، ثم إنتقلت لتقديم برنامج «الطبعة الأخيرة» على قناة العربية ومن عام 2005 إلى عام 2011 قدمت برنامج «صباح العربية» مع محمد أبو عبيد. وبعدها إنتقلت لتقديم الأخبار وفي عام 2020 قدمت برنامج بانوراما، ومنذ الحجر الصحي لفايروس كورونا إلى الآن وهي تقدم برنامج متنوع قصير بعنوان «ببساطة» يعرض على منصات التواصل الإجتماعي، ومن عام 2021 إلى الآن وهي تقدم برنامج «كلام منطقي» على العربية بودكاست.

## حياتها الشخصية
متزوجة ولديها ابن إسمه «كمال» وإبنة إسمها «ليلى».

## البرامج التي قدمتها
| اسم البرنامج     | عرض على                                 | ملاحظات                              |
| ---------------- | --------------------------------------- | ------------------------------------ |
| "الطبعة الأخيرة" | قناة العربية                            |                                      |
| "صباح العربية"   | قناة العربية                            | قدمته مع محمد أبو عبيد وسارة دندراوي |
| "بانوراما"       | قناة العربية                            |                                      |
| "ببساطة"         | منصات التواصل الإجتماعي التابعة للعربية |                                      |
| "كلام منطقي"     | العربية بودكاست                         |                                      |